# 雷菲韦耶
雷菲韦耶（法語：Reffuveille，法語發音：[ʁɛfyvɛj]）是法国芒什省的一个市镇，属于阿夫朗什区。

## 地理
雷菲韦耶（48°40'6"N, 1°6'55"W）面积23.34 平方千米，位于法国诺曼底大区芒什省，该省份为法国西北部沿海省份，西、北、东北三面环大西洋，东起顺时针与卡爾瓦多斯省、奧恩省、马耶讷省和伊勒-维莱讷省接壤。
与雷菲韦耶接壤的市镇（或旧市镇、城区）包括：布雷塞、拉沙佩勒于雷、莱克雷奈、大塞朗、伊西尼-勒比阿、勒梅尼勒阿德莱、勒梅尼拉尔、瑞维尼莱瓦莱。

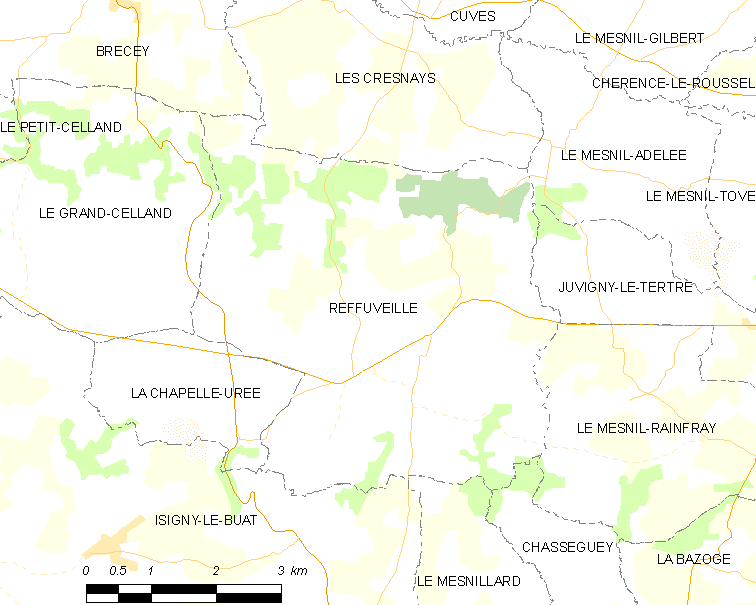
雷菲韦耶的OSM定位图

雷菲韦耶的时区为UTC+01:00、UTC+02:00（夏令时）。

## 行政
雷菲韦耶的邮政编码为50520，INSEE市镇编码为50428。

## 政治
雷菲韦耶所属的省级选区为伊西尼-勒比阿县。

## 人口

1962-2008年间雷菲韦耶人口变化图示

雷菲韦耶于2022年1月1日时的人口数量为537人。